# Xəlfələr (Masallı)
Xəlfələr è un comune dell'Azerbaigian situato nel distretto di Masallı. Conta una popolazione di 660 abitanti.